# Епархия Реконкисты
Епархия Реконкисты (лат. Dioecesis Reconquistensis) — епархия Римско-католической церкви с центром в городе Реконкиста, Аргентина. Епархия Реконкисты входит в митрополию Санта-Фе-де-ла-Вера-Крус. Кафедральным собором епархии Реконкисты является церковь Непорочного Зачатия Пресвятой Девы.

## История
11 февраля 1957 года Римский папа Пий XII издал буллу «Quandoquidem adoranda», которой учредил епархию Реконкисты, выделив её из архиепархии Санта-Фе (сегодня — архиепархия Санта-Фе-де-ла-Вера-Крус). 10 апреля 1961 года епархия Реконкисты передала часть своей территории новой епархии Рафаэлы.

## Ординарии епархии
- епископ Juan José Iriarte (23.10.1957 — 28.02.1984), назначен архиепископом Ресистенсии;
- епископ Fabriciano Sigampa (9.03.1985 — 30.12.1992), назначен епископом Ла-Риохи;
- епископ Juan Rubén Martínez (12.02.1994 — 25.11.2000), назначен епископом Посадаса;
- епископ Андрес Становник (30.10.2001 — 27.09.2007), назначен архиепископом Корриентеса;
- епископ Ramón Alfredo Dus (26.03.2008 — 21.02.2013), назначен архиепископом Ресистенсии;
- епископ Ángel José Macín (с 12 октября 2013 года).